# إيما لوسي براون
إيما لوسي براون (بالإنجليزية: Emma Lucy Braun)‏ هي عالمة نبات أمريكية، ولدت في 19 أبريل 1889 في سينسيناتي في الولايات المتحدة، وتوفيت في 5 مارس 1971 في Mount Washington, Cincinnati ‏ في الولايات المتحدة.

## وصلات خارجية
- إيما لوسي براون على موقع الموسوعة البريطانية (الإنجليزية)